# Ногочелюсти

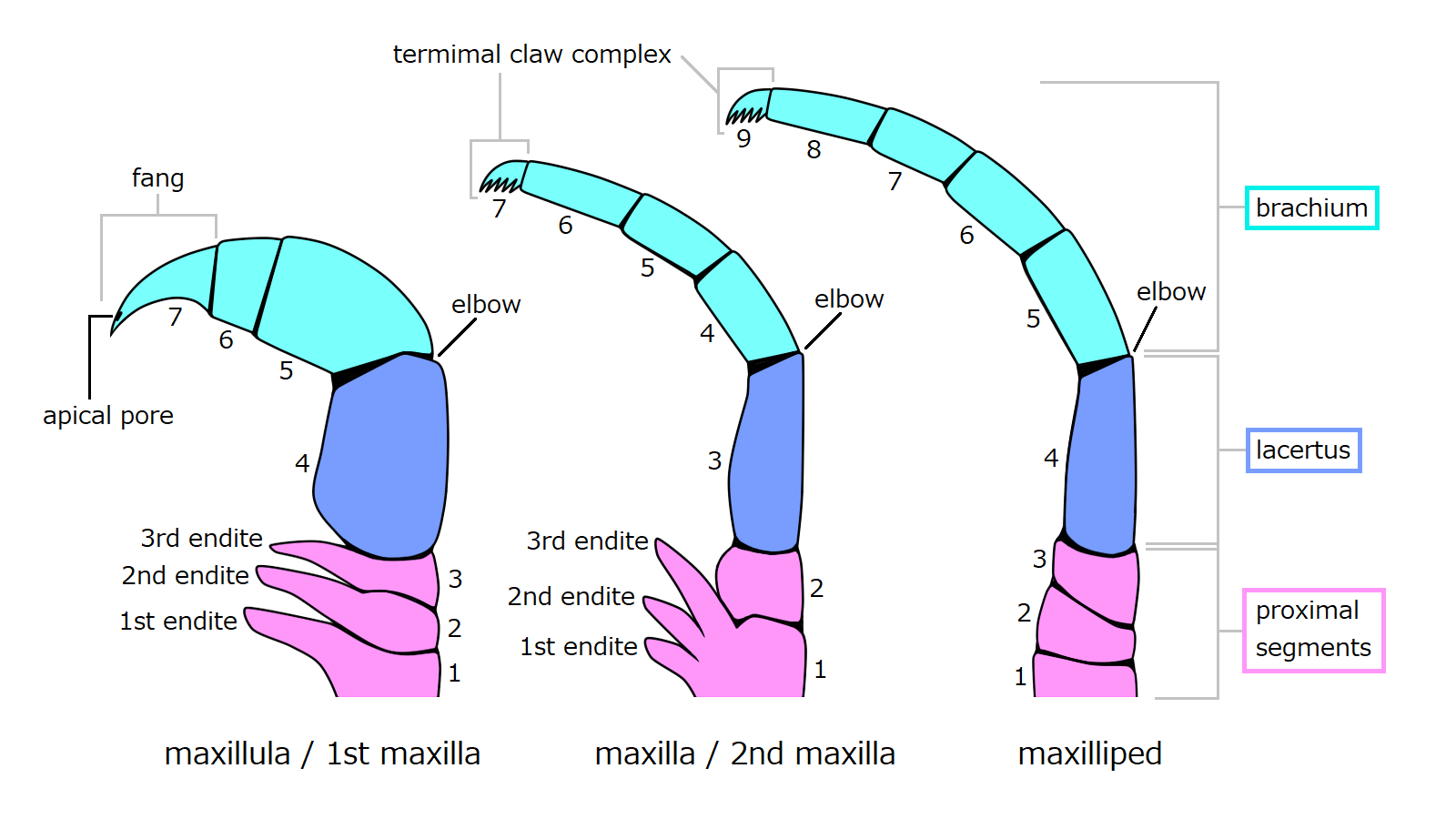

Ногочелюсти (максиллипеды, челюстные ножки) — парные конечности (от 1 до 5 пар) сегментов груди, сросшихся с головой, у ракообразных. Принимают участие в захвате и удержании пищи. Встречаются лишь у членистоногих, и только у ракообразных (у которых они достигают наибольшего развития и наиболее распространены) и у некоторых многоножек.
У ротоногих первая пара ногочелюстей (тонкие, короткие, покрытые щетинками) служит органом осязания, с их помощью они также удаляют от своего тела посторонние предметы. Остальные (вторая—пятая) пары не только схватывают и передают пищу вперёд — ко рту, но роют грунт и строят норы, частично участвуют в дыхании.
Ногочелюсти у губоногих многоножек — это первая пара туловищных ног, имеющих ядовитые железы. Протоки этих желёз открываются около вершины серповидных когтей, с помощью которых они нападают и защищаются.